# 風味堂2
風味堂2（ふうみどう2）は風味堂のメジャー2ndアルバムである。2006年10月25日リリース。

## 内容
前作から約1年ぶりに発売された2ndアルバム。ジャケットのメンバーのシルエット部分はマイナーチェンジされており、前作では映っていなかった胴体部分の輪郭がうっすらとわかるようになっているほか、渡の帽子が赤くなっている。これはメンバーが意図的に仕込んだもので、「ふざけたタイトルにしよう」ということで試行錯誤した結果、枚数表示は残してそのままバンド名がついたものであると語っている。メンバー曰く「2枚目の赤いやつ」と呼んでほしいとのこと。初回限定DVD盤には「愛してる」のVideo ClipとLive at BYGのライヴ映像が2曲収録されている。

## 収録曲
1. Stay with Me
2. クラクション・ラヴ ～ONIISAN MOTTO GANBATTE～
5thシングル
ラッキィ池田によるSUKISSダンスの振り付けも話題となり、それまでの路線から一風変わったダンスを意識した雰囲気であり、またかなり盛り上がりを意識したエロティックな歌詞を使用している。また、風味堂としては珍しく、同じような音を繰り返し使用したり、よく聴くと曲の最後には「おにーさんもっとがんばってー」とタイトルを歌う謎のコーラスが仕込まれている。
3. 愛してる
6thシングル
朝日放送系列のドラマ『PS -羅生門-』主題歌。有線やFMなどをはじめとして渡和久の歌唱性や切ない歌詞などが高評価を受け、この曲で『ミュージックステーション』への初出演を果たした。オリコンでは自身初のTOP10入りを記録し、iTunes Music Storeでは見事にダウンロードチャートの1位に輝いている。
4. Shall We Dance？
5. 恋の天気予報
6. ママのピアノ -Strings Version-
4thシングル。
元々は自身のインディーズ1stミニアルバム『花とりどり』の1曲であるが、ライブであまりにも評判がよく、再発売を望む声からリアレンジを施してシングル化されたもの。『愛と感動の特別企画スペシャルドラマ2005ウメ子』(TBS)主題歌。PVはショートフィルム仕様になっていて、シングルの初回盤に、CD-EXTRAとして収録された。
7. YOUR STORY
6thシングルのカップリング
『日立 世界・ふしぎ発見!』のエンディングテーマ。
8. 線香花火
9. 家出少女A
10. Last Song (Album Edit)
安藤美姫の出演が話題にもなった丸大食品CMソングともなった楽曲。元々楽曲の名前のとおりライブで最後に演奏されていた楽曲であったが、ブログなどに問い合わせが殺到し、急遽iTunes Music Storeで配信限定シングルとしてリリースされ、暫くチャート1位の座をキープし続けた。その後、一般にも入手しやすいようにという配慮から5thシングル「クラクション・ラヴ～ONIISAN MOTTO GANBATTE～」のB面としてシングルカットされた。ファンを中心に結婚式や卒業式などで使っていることが多いが、もともとこの楽曲の「Last」にはライブの最後の意味のほかにも歌詞を読めばわかるとおり、これから旅立つ（つまり亡くなる）者がこれまでの人生で出会った人々への感謝を詠ったものである。
11. “おかえりなさい”が待っている
NHK系列『スタジオパークからこんにちは』のテーマソングとして発売数ヶ月前からOAされていた楽曲。曲そのものは「愛してる」よりも先に世に出ているが、CD化は見送られていた。
12. LOVE
13. フラフラフライデーミッドナイト

## 演奏
- 渡和久
  - Vocal, Backing Vocal, Acoustic Piano
  - Hammond Organ (#2)
  - Fender Rhodes (#3)
  - Clavinet (#4.7)
  - Organ (#5)
  - Synthesizer (#12)
  - Kazoo (#13)

- 中富雄也
  - Drums (#1-7.9-13)
  - Backing Vocal (#1-5.7.9-13)
  - Percussion (#6.10.12.13)

- 鳥口 JOHN マサヤ
  - Electric Bass (#1-7.9-13)
  - Backing Vocal (#1-5.7.9-13)
  - Acoustic Guitar (#10)

- 武嶋聡：Tenor Sax, Horn Arrangement (#2.9)
- 後関好宏：Baritone Sax (#2.9)
- 山縣賢太郎：Trumpet (#2.9)
- 五十嵐誠：
  - Trombone (#2.9)
  - Whistle (#8)
- SKISS SISTERS：SHOUT! (#2)
- 後藤勇一郎ストリングス：Strings (#3.6)
- SHIFO：Backing Vocal (#4)
- 三沢泉：Percussion (#5)
- 森俊之：
  - Mini Moog, Hammond Organ (#7)
  - Horn Arrangement (#10)
- ナヲ (マキシマム ザ ホルモン)：Backing Vocal (#9)

- 清岡太郎：Bass Trombone (#10)
- ボブ・ザング、山根公男、菊地秀夫：Clarinet (#10)
- 南浩之、丸山勉：French Horn (#10)
- GAYA BROTHERS & SISTERS：Backing Vocals, Claps (#10)
- MC KIDS：Backing Vocals (#12)
- DALI SISTERS：Backing Vocals (#13)